# Alexej Jurjevič German
Alexej Jurjevič German (rusky Алексей Юрьевич Герман, 20. července 1938 v Petrohradě – 21. února 2013 tamtéž) byl ruský filmař, režisér, scenárista a herec.
Narodil se v Petrohradě 20. července 1938. Jeho otcem byl spisovatel Jurij Pavlovič German a Taťjana Alexandrovna Rittěnbergová. Alexej German studoval u režiséra Kozinceva, pak pracoval u divadla, nejdříve ve Smolenském činoherním divadle a potom v petrohradském divadle G. A. Tovstonogova.
Od roku 1985, na počátku perestrojky, byl tajemníkem svazu filmařů SSSR.
Jako režisér vytvořil například filmy Můj přítel Ivan Lapšin a Dvadcať dněj bez vojny. Byl také autorem trezorového filmu Prověrka osudem.